# Мирослав Анђелковић
Мирослав Анђелковић (Јелашница, код Ниша, 1945 — Ниш, 14. април 2021) био је српски сликар, графичар, конзерватор и професор на Факултету примењених уметности у Београду.

## Живот
Мирослав Анђелковић је рођен у Јелашници код Ниша, где је и одрастао. Школу за примењену уметност „Ђорђе Крстић” у Нишу завршио је 1965. године, а Академију ликовних уметности у Београду, у класи професора Недељка Гвозденовића, 1970. и постдипломеске 1972. код истог професора. Током 1989. године специјализовао је сликарство у Музеју Прадо и на Академији Сан Фернандо у Мадриду као стипендиста шпанске владе. Био је члан УЛУС-а и Ладе. Радио је као редовни професор цртања и сликања на Факултету примењених уметности у Београду и био је добитник Велике плакете Универзитета са повељом за 2011. годину.

## Уметнички рад
У ликовни живот Србије Мирослав Анђелковић се укључује 1970. године на изложби „Генерација 1969/70”. Самосталном изложбом слика представио се београдској ликовној публици 1971. у Галерији Коларчевог народног универзитета. У иностранству излаже на групним изложбама у Луксембургу, Паризу, Цириху, Базелу, Луцерну, Арау, Крајови, Великом Трнову, Москви и Нитри.
Годинама је сарађивао са нашим истакнутим писцима и песницима. Цртежима је опремио књиге „Божији људи” Боре Станковића, „Ибриш Ага” Стевана Сремца, „Бели камен” Драгољуба Јанковића, Лирске народне песме Тимочке крајине „Ој леле, Стара планино”, „Дивинска Микена” Радмила Радовановића и др. Са песником Томиславом Мијовићем објавио је три књиге здруженог поетско - ликовног дневника под насловима „У благости и осами” (1997), „Светлуцања, дозивања...” (1999) и „Јавке, одсјаји, угарци...” (2003). Исликао је књигу Стевана Раичковића „Записи о Црном Владимиру” као и сликарске дневнике „Из дана у дан“ латиница „Либер мутус” и дневник цртежа и забелешки „Усамљености, завичају мој”.

## Самосталне изложбе
- 1971. Београд - Галија Коларчевог народног универзитета
- 1972. Снедеревска Паланка - Галерија Дома ЈНА, Београд - Клуб КПЗ Србије;
- 1976. Ниш - Народни музеј,
- 1980. Суботица - Ликовни сусрети; Чачак - Галерија Дома културе; Зрењанин - Градска галерија,
- 1981. Параћин - Народни музеј,
- 1982. Скопје - Галерија ДУЛМ,
- 1983. Ријека - Галерија „Јурај Кловић”,
- 1985. Пирот - Галерија „Чедомир Крстић”; Лесковац - Дом културе; Ниш - Изложбени павиљон у Тврђави;
- 1989. Славонски Брод - Галерија „Владимир Бецић”,
- 1990. Књажевац - Спомен музеј Аце Станојевића,
- 1991. Сремски Карловци - Галерија културног центра,
- 1993. Лесковац - Народни музеј; Димитровград - Градска галерија,
- 1994. Ниш - Галерија „Србија”;
- 1995. Београд - Галерија УЛУС – а; Подгорица - Музеји и галерије Подгорице; Приштина - Галерија покрајинског културног центра,
- 1996. Оџаци - Центар за култру,
- 1997. Зајечар - Галерија Народног музеја,
- 1998. Пирот - Галерија „Чедомир Крстић”,
- 2000. Ниш - Народна библиотека „Стеван Сремац”,
- 2002. Прокупље - Галерија „Божа Илић”; Књажевац - Галерија „Дома Културе”,
- 2003. Зајечар - Народни музеј (слике) и галерија Радул - Бегов конак (цртежи, акварели, темпере); Бор - Галерија рударств и металургије,
- 2008. Врњачка Бања - Галерија „Обрадовић Басара”,
- 2011. Нови Сад - Српска академија наука и уметности, огранак САНУ,
- 2011. Суботица - Културни центар „Свети Сава”

## Награде
- 1970. Награда КПЗ Србије (Изложба младих сликара у Ивањици),
- 1977. Награда за сликарство на изложби нишких сликара,
- 1985. Награда на изложби Сићевачке ликовне колконије,
- 1993. Награда „Класик” на мајској изложби, Награда за графику на изложби у Суботици,
- 1995. Награда КПЗ Ниш за културно достигнуће године,
- 2002. Награда на изложби графике малог формата земаља Балкана,
- 2011. Награда Универзитета „Велика плакета са повељом”,

У периоду од 1970. до 2012. године излагао је на преко 130 колективних изложби у земљи и иностранству.